# 알렉세이 류비모프

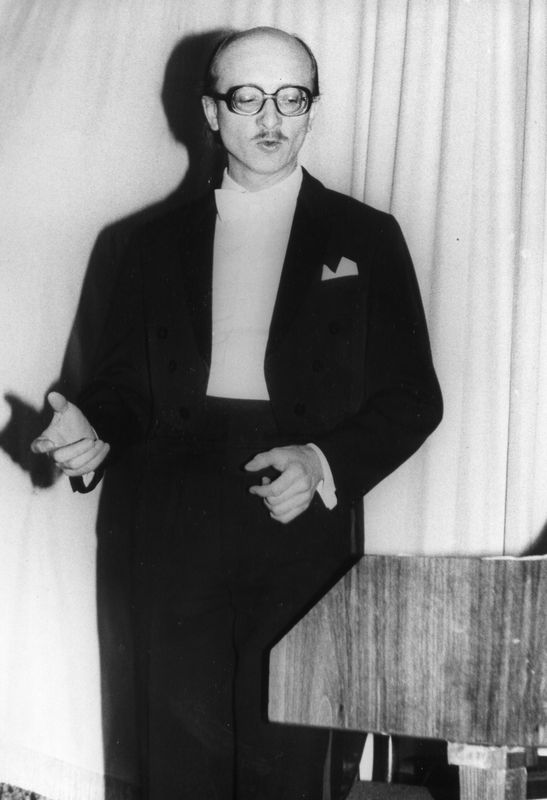

알렉세이 루비모프(1944 년 Алексе́й Бори́сович Люби́мов, 알렉세이 보리소비치 류비모프로 태어남)는 러시아의 피아니스트, 포르테 피아니스트 및 하프시코드 연주자이다. 루비모프는 모스크바 음악원에서 공부했다. 최근 시즌에 그는 런던 필 하모닉, 버밍엄시 심포니 오케스트라, 모스크바의 러시아 국립 오케스트라, 톤 쿤스 틀러 체스터와 함께 콘서트를 열었다.